# NGC 5158
NGC 5158 ist eine 12,9 mag helle Balken-Spiralgalaxie mit aktivem Galaxienkern vom Hubble-Typ SBab im Sternbild Haar der Berenike am Nordsternhimmel.  Sie ist schätzungsweise 295 Millionen Lichtjahre von der Milchstraße entfernt und hat einen Durchmesser von etwa 110.000 Lichtjahren. 

Im selben Himmelsareal befinden sich u. a. die Galaxien NGC 5151, NGC 5172, NGC 5190.
Das Objekt wurde am 7. Mai 1826 von John Herschel entdeckt.